# Artyom Mamin
Artyom Vitalyevich Mamin (tiếng Nga: Артём Витальевич Мамин; sinh ngày 25 tháng 7 năm 1997) là một cầu thủ bóng đá người Nga thi đấu cho F.K. Spartak Moskva và F.K. Spartak-2 Moskva.

## Sự nghiệp câu lạc bộ
Anh có màn ra mắt tại Giải bóng đá Quốc gia Nga cho F.K. Spartak-2 Moskva vào ngày 1 tháng 4 năm 2017 trong trận đấu với F.K. Zenit-2 St. Petersburg.
Anh ra mắt tại Giải bóng đá ngoại hạng Nga cho F.K. Spartak Moskva vào ngày 5 tháng 5 năm 2018 trong trận đấu với F.K. Rostov.

## Thống kê sự nghiệp
Tính đến 13 tháng 5 năm 2018
| Câu lạc bộ            | Mùa giải            | Giải vô địch                | Giải vô địch | Giải vô địch | Cúp     | Cúp       | Châu lục | Châu lục  | Tổng cộng | Tổng cộng |
| Câu lạc bộ            | Mùa giải            | Hạng đấu                    | Số trận      | Bàn thắng    | Số trận | Bàn thắng | Số trận  | Bàn thắng | Số trận   | Bàn thắng |
| --------------------- | ------------------- | --------------------------- | ------------ | ------------ | ------- | --------- | -------- | --------- | --------- | --------- |
| F.K. Spartak Moskva   | 2014–15             | Giải bóng đá ngoại hạng Nga | 0            | 0            | 0       | 0         | –        | –         | 0         | 0         |
| F.K. Spartak Moskva   | 2015–16             | Giải bóng đá ngoại hạng Nga | 0            | 0            | 0       | 0         | –        | –         | 0         | 0         |
| F.K. Spartak Moskva   | 2016–17             | Giải bóng đá ngoại hạng Nga | 0            | 0            | 0       | 0         | 0        | 0         | 0         | 0         |
| F.K. Spartak Moskva   | 2017–18             | Giải bóng đá ngoại hạng Nga | 1            | 0            | 0       | 0         | 0        | 0         | 1         | 0         |
| F.K. Spartak Moskva   | Tổng cộng           | Tổng cộng                   | 1            | 0            | 0       | 0         | 0        | 0         | 1         | 0         |
| F.K. Spartak-2 Moskva | 2015–16             | FNL                         | 0            | 0            | –       | –         | –        | –         | 0         | 0         |
| F.K. Spartak-2 Moskva | 2016–17             | FNL                         | 1            | 0            | –       | –         | –        | –         | 1         | 0         |
| F.K. Spartak-2 Moskva | 2017–18             | FNL                         | 35           | 1            | –       | –         | –        | –         | 35        | 1         |
| F.K. Spartak-2 Moskva | Tổng cộng           | Tổng cộng                   | 36           | 1            | 0       | 0         | 0        | 0         | 36        | 1         |
| Tổng cộng sự nghiệp   | Tổng cộng sự nghiệp | Tổng cộng sự nghiệp         | 37           | 1            | 0       | 0         | 0        | 0         | 37        | 1         |